# ピービー樹木園
ピービー樹木園（英: Peavy Arboretum）は、オレゴン州立大学が運営する樹木園。アメリカ合衆国オレゴン州コーバリスのアーボレタム・ロード沿いにある。面積は16ha。一般公開されており、誰でも無料で入場することができる。
1926年にオレゴン州立大学により開園。1933年から1942年まで市民保全部隊のキャンプとして用いられたが、1964年にオレゴン州立大学林学部に返還された。市民保全部隊は、その活動時でも植林、種苗場の拡大、クロンミラー湖の建設、道路やトレイルの設置、防火帯の設置などを行った。